# Mirosław Sajewicz
Mirosław Sajewicz (Przemyśl, 24 d'abril de 1956-Duszniki-Zdrój, 29 de gener de 2016) va ser un futbolista polonès que jugava en la demarcació de davanter.

## Biografia
Va debutar com a futbolista el 1976 amb el Ślęza Wrocław després de formar-se en el Pogoń Duszniki-Zdrój. Posteriorment va passar pel PKS Odra Wrocław i Włókniarz Pabianice. La temporada 1981/1982 va fitxar pel Widzew Łódź, amb el qual va guanyar la Ekstraklasa. També va jugar en el Motor Lublin, Radomiak Radom, Stal Mielec i GKS Bełchatów. El 1987 es va traslladar a Finlàndia per fitxar pel OTP Oulu per dues temporades. Després d'una temporada més a Finlàndia jugant pel Mikkelin Palloilijat va abandonar els terrenys de joc durant quatre anys, fins que el 1992 va tornar per jugar amb el Metalowiec Łódź, Polonia Kępno i Start Łódź. amb el qual es va retirar com a futbolista el 1993.
Va morir el 29 de gener de 2016 a Duszniki-Zdrój als 59 anys.

## Clubs
| Club                 | País      | Any         | Partits | Gols |
| -------------------- | --------- | ----------- | ------- | ---- |
| Ślęza Wrocław        | Polònia   | 1976 - 1978 |         |      |
| PKS Odra Wrocław     | Polònia   | 1978 - 1980 |         |      |
| Włókniarz Pabianice  | Polònia   | 1980        |         |      |
| Widzew Łódź          | Polònia   | 1981 - 1982 | 30      | 4    |
| Motor Lublin         | Polònia   | 1982 - 1983 | 17      | 1    |
| Radomiak Radom       | Polònia   | 1983 - 1985 | 29      | 8    |
| Stal Mielec          | Polònia   | 1986        | 4       | 0    |
| GKS Bełchatów        | Polònia   | 1986 - 1987 |         |      |
| OTP Oulu             | Finlàndia | 1987 - 1988 | 44      | 20   |
| Mikkelin Palloilijat | Finlàndia | 1988        | 18      | 3    |
| Metalowiec Łódź      | Polònia   | 1992        |         |      |
| Polonia Kępno        | Polònia   | 1993        |         |      |
| Start Łódź           | Polònia   | 1993        |         |      |